# Verkiezingen voor het Europees Parlement 1984/Kandidatenlijst/CDA
Hieronder volgt de kandidatenlijst voor de Europese Parlementsverkiezingen 1984 van CDA Europese Volkspartij.

## De lijst
1. Bouke Beumer
2. Wim Vergeer
3. Teun Tolman
4. Jean Penders
5. Hanja Maij-Weggen
6. Yvonne van Rooy
7. Elise Boot
8. Pam Cornelissen
9. Jim Janssen van Raay
10. J.A.M. Reijnen
11. Sj. Jonker
12. Koos van der Steenhoven
13. A.B.L. de Jonge
14. L.J.J. Duijn
15. R.H.van de Beeten
16. A.M.C.Th.van Heel-Kasteel
17. G.K. Timmerman
18. J.P. Westhoff
19. E.J.van der Stroom
20. A. Stokkers
21. J. Hollander
22. F.H. Velraad
23. A.H. Wibier
24. M. Smits
25. C.E. Moret-de Jong
26. W.J. Polman
27. Cees Veerman
28. D. Verberne
29. P.J.M. Thomeer
30. E.van den Schouten
31. H.G.J.van Roekel
32. J.A.R.M. Douwes
33. C.A.H.van den Houtman
34. N.W. Caro
35. M.van Ditmarsch
36. H.C.G. Galesloot
37. M. Musch
38. F.H.A.B.M de Bekker
39. A.A. Braam
40. J.M. Spatgens